# Liste des îles sur la Seine
La Seine comporte les îles suivantes, dans la direction amont-aval :

## Départements

### Aube
- Île Olive (Nogent-sur-Seine)
- Presqu'île de l'Ormelat (Nogent-sur-Seine)

### Seine-et-Marne
- Île du Berceau (Samois-sur-Seine)
- Île aux Barbiers (Samois-sur-Seine)
- Île Saint-Étienne (Melun)

### Essonne
- Île aux Paveurs (Étiolles)

### Paris
- Île Saint-Louis
- Île de la Cité
- Île aux Cygnes

### Hauts-de-Seine
- Île Saint-Germain (Issy-les-Moulineaux)
- Île Seguin (Boulogne-Billancourt)
- Île de Puteaux (Puteaux et Neuilly-sur-Seine)
- Île de la Jatte (Levallois-Perret et Neuilly-sur-Seine)
- Deux îles parallèles rattachées aux quais lors de remblaiements nécessités par le prolongement de la ligne 13 et à la construction du nouveau pont de Clichy (vers 1975/1977) :
  - Île des Ravageurs (ou île de la Recette) : abrite le Cimetière des Chiens (Asnières-sur-Seine)
  - Île Robinson (Asnières-sur-Seine / Clichy)
- Île Vailard (Asnières-sur-Seine)

### Seine-Saint-Denis
- Île Saint-Denis (commune de L'Île-Saint-Denis)

### Yvelines
(par ordre alphabétique)
- Île l'Aumône (Mantes-la-Jolie)
- Île Belle (Meulan-en-Yvelines)
- Île de la Borde (Le Mesnil-le-Roi-Maisons-Laffitte)
- Île de Bouche (Moisson)
- Île de la Chaussée (Bougival)
- Île de Conflans (Conflans-Sainte-Honorine)
- Île Corbière (Le Pecq)
- Île de la Commune (Maisons-Laffitte)
- Île aux Dames (Limay et Mantes-la-Jolie)
- Île de la Dérivation (Carrières-sous-Poissy)
- Île fleurie (Carrières-sur-Seine)
- Île de la Flotte (Bennecourt)
- Île du Fort (Meulan-en-Yvelines)
- Île de la Grenouillère (Croissy-sur-Seine)
- Île de Guernes (Guernes)
- Île de Haute-Isle (Moisson)
- Île d'Hernière (Triel-sur-Seine)
- Île d'Herville (Guernes et Rolleboise)
- Île des Impressionnistes (Chatou)
- Île de Juziers (Juziers)
- Île de la Loge (Le Port-Marly)
- Île de Mézy (Mézy-sur-Seine)
- Île de Migneaux (Poissy)
- Îlot Blanc (Poissy)
- Île Nancy (Andrésy)
- Île de Platais (Médan)
- Île de Rangiport (Gargenville)
- Île de Rosny (Guernes)
- Île de Vaux (Vaux-sur-Seine)
- Île de Villennes (Villennes-sur-Seine)
- Grande Île (Bennecourt)

### Val d'Oise
- Île d'Herblay (Herblay)

### Yvelines et Val d'Oise
- Île de Saint-Martin-la-Garenne (Saint-Martin-la-Garenne et Vétheuil)

### Eure
L'ensemble des îles sur la Seine dans l'Eure, ainsi que leurs berges constituent un site du réseau Natura 2000 en tant que zone spéciale de conservation.
- Grande Île (Vernon) [2],[3]
- Île des Tourelles [4] (Vernon) ou île Hébert
- Île Corday (Vernon) [5]
- Île Maurice - arasée dans les années 1950
- Île du Talus[6] (Vernon)
- Île de l'Horloge[7] (Vernon)
- Île Saint-Jean (Vernon) [8]
- Île Saint-Pierre (Vernon) [9]
- Île de la Madeleine (Pressagny-l'Orgueilleux et Saint-Pierre-d'Autils) [10]
- Île Chouquet (Pressagny-l'Orgueilleux et Saint-Pierre-d'Autils) [11]
- Île Émient (Pressagny-l'Orgueilleux, Saint-Pierre-d'Autils et Notre-Dame-de-l'Isle) [12]
- Île aux Bœufs (Notre-Dame-de-l'Isle)[13]
- Île aux Prêles (Port-Mort, Saint-Pierre-la-Garenne)[13]
- Île Besac (Port-Mort, Saint-Pierre-la-Garenne) [14]
- Île du Roule (Courcelles-sur-Seine, Aubevoye et Villers-sur-le-Roule)[15]
- Îles Bonnet et La Tour (Tosny) [16]
- Îles de Gringord (Tosny) [17]
- Île du Château (Les Andelys) [18]
- Île Motelle à La Roquette (Bernières-sur-Seine) [19]
- Îles de la Roque et du Moulin [20]
- Îles Lavanier et de la Motte (Muids et Venables) [21]
- Île du Port (Muids) [22]
- Île de la Cage et des Grands Bacs (Venables, Muids et Heudebouville) [23]
- Île de Lormais (Heudebouville) [24]
- Île du Héron (Saint-Pierre-du-Vauvray) [25]
- Île du Bac (Saint-Pierre-du-Vauvray et Andé) [26]
- Île Bunel (Andé) [27]
- Île du Martinet (Andé) [27]
- Grande Île du Moulin (Andé) [28]
- Île aux Bœufs (Porte-Joie) [29]
- Îles de Tournedos et de Connelles (Herqueville, Connelles, Tournedos-sur-Seine et Vatteville) [30]
- Île d'Acard (Connelles)
- Île de Pampou (Tournedos-sur-Seine) [31]
- Île Martouse (Amfreville-sous-les-Monts) [32]
- Île Motelle (Amfreville-sous-les-Monts) [32]
- Île du Trait (Poses) [33]
- Île Vadenet ou Vadeney (Poses, Amfreville-sous-les-Monts) [34]
- Île Gribouillard (Poses, Amfreville-sous-les-Monts) [34]
- Grande Île (Poses) (et Amfreville-sous-les-Monts) [35]

### Seine-Maritime
- Île Légarée (Cléon et Tourville-la-Rivière) [36]
- Île Potel (Tourville-la-Rivière)[37]
- Île Durand (Tourville-la-Rivière et Oissel)[38]
- Île Sainte-Catherine (Tourville-la-Rivière et Oissel) [38]
- Île aux Bœufs[39] (Tourville-la-Rivière et Oissel)
- Île Mayeux[39] (Tourville-la-Rivière et Oissel)
- Île Grard (Oissel) [40]
- Île Merdray (Gouy)
- Île Bras Fallay (Gouy)
- Île Bas des Vases (Belbeuf)[41]
- Île Ligard (Belbeuf)[42]
- Île de la Crapaudière (Saint-Étienne-du-Rouvray et Belbeuf)[43]
- Île Gad (Amfreville-la-Mi-Voie)
- Île Lacroix (Rouen)

### Calvados
- Îlot du Ratier inclus dans la réserve naturelle nationale de l'estuaire de la Seine.